# MBTA 보트

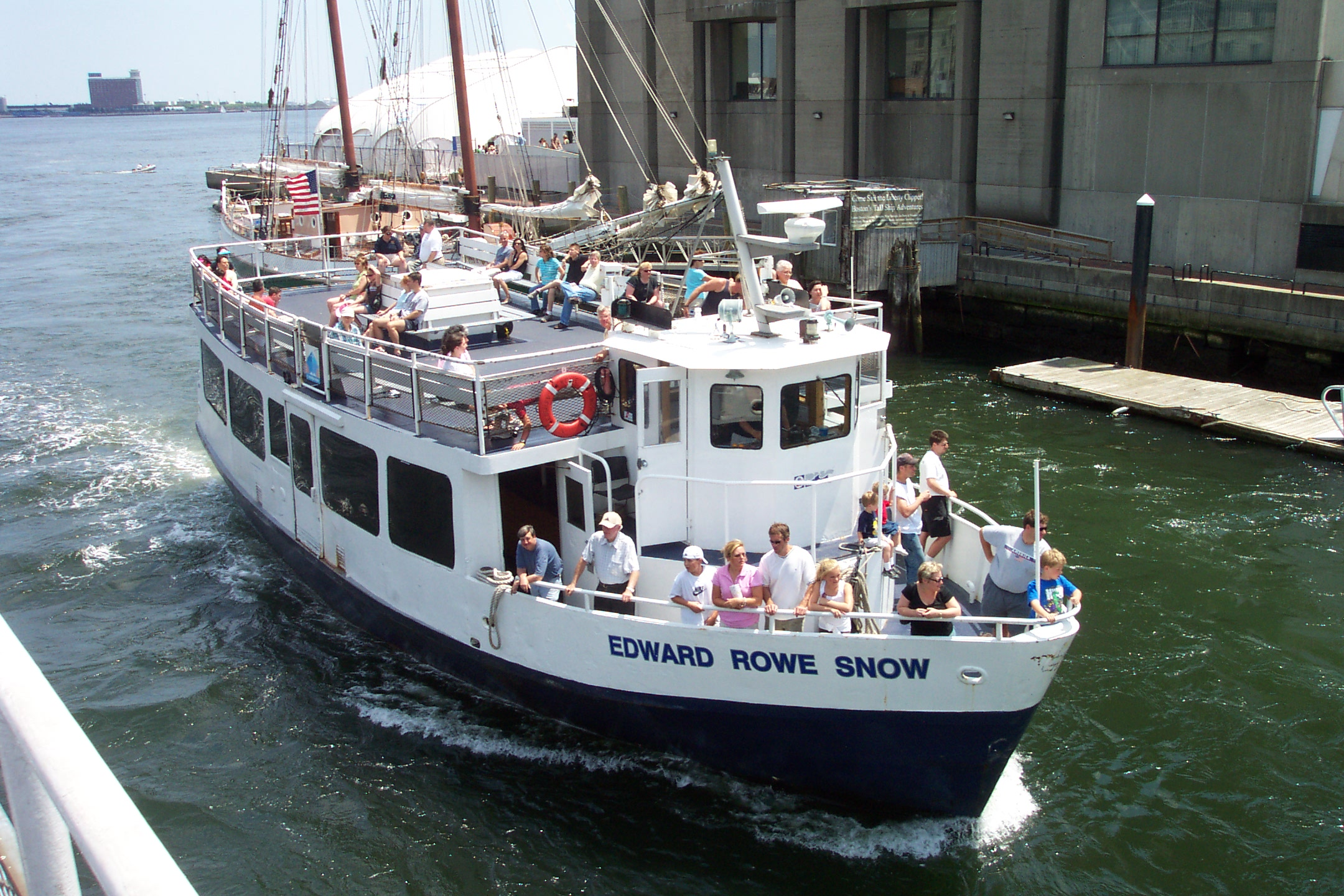
F4 노선에서 롱 워프에 도착하는 에드워드 로 쇼(Edward Rowe Snow)

MBTA 보트(MBTA Boat) 시스템은 보스턴 항을 통해 보스턴 대도시권의 수상 교통을 제공하는 공공 보트 서비스이다. 내부 항만과 장거리 통근 페리가 모두 운영된다. 이 서비스는 매사추세츠 만 교통공사(MBTA)와 계약하여 보스턴 하버 크루즈(Boston Harbor Cruises)가 운영한다.
현재 서비스는 보스턴 워터 프론트의 두 부두에서 보스턴 네이비 야드(Boston Navy Yard), 로건 국제공항(Logan Airport), 힝햄의 Hewitt's Cove 및 헐의 펨버턴 포인트까지 이어진다. MBTA가 자금을 지원하지 않고 MBTA 문서에 포함된 2개의 추가 정기 노선은 보스턴에서 린 및 살렘까지 운행한다.
2013년 회계 연도에 MBTA가 지원하는 시스템은 평일 4,464명의 승객을 태우고 총 고정 경로 MBTA 승객 수의 0.32%를 차지했다.

## 경로

### 항만 내 페리
- F4 Boston (Long Wharf) - 찰스타운 네이비 야드 서비스는 평일에는 1년 내내 운행되며, 러시아워에는 15분, 그 외 시간에는 30분 마다 운행되고, 주말에는 일정이 줄어든다. 운임은 $3.25이며, 찰리카드의 Zone 1A 정기권이 허용된다.

- 두 개의 추가 경로 - the F3 Lovejoy Wharf - Boston Navy Yard and F5 Lovejoy Wharf - World Trade Center via Moakley Courthouse - 빅 딕(Big Dig) 건설 중에 1997년에 운행을 시작했다.[2] 이 노선들은 낮은 승객 수 때문에 2005년 1월 21일에 운행을 중단했다.[2][3]
- The F5X Lovejoy Wharf - 세계무역센터 급행 노선은 MBTA가 자금을 지원하지 않아, 2006년 2월 24일까지 운영되었다.[3]

#### 이스트보스턴

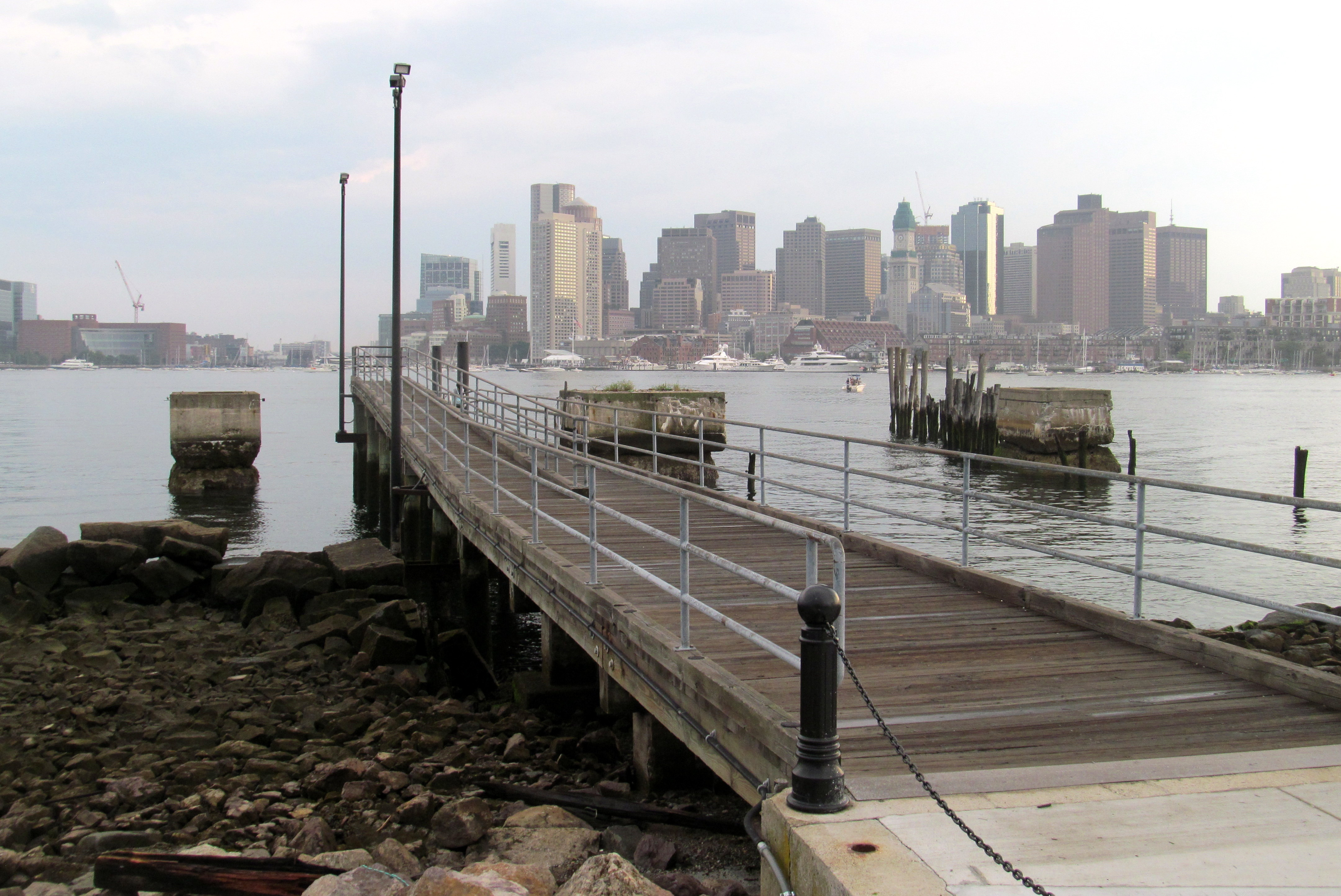
옛 이스트보스턴 부두, 1995년에서 1997년까지 운영하였다.

이스트보스턴으로 가는 페리 서비스는 이스턴 레일로드와 연결되어 1830년대에 시작되어 1952년까지 페리가 운행되었다. Lewis Street의 부두에서 Long Wharf까지 이어지는 서비스는 1995년부터 1997년까지 운행되었다. 불루 라인이 동일한 경로를 따라 더 빠르고 더 빈번한 배차로 서비스를 제공함으로써 승객 수가 매우 저조하여 운행을 중단하였다.
2011년 토마스 메니노(Thomas Menino) 시장은 직접 운송 서비스가 없는 경로인 사우스보스턴 워터프런트(South Boston Waterfront)의 이스트보스턴(East Boston)~팬피어(Fan Pier) 간의 페리 서비스를 제안했다. 2012년 8월, 연방 고속도로 관리청(Federal Highway Administration)은 2척의 배를 구입하기 위해 120만 달러를 도시에 수여했다. 2012년 9월, 보스턴 재개발 공사(Boston Redevelopment Authority)는 이 보조금을 수령하고 이스트보스턴 마린 터미널(East Boston Marine Terminal)을 페리로 개조하기로 합의했으며, 2013년에 운영을 시작할 계획을 잡았다. 2014년 8월, MBTA는 이스트보스턴 서비스를 위한 두 대의 보트 제공을 위한 입찰을 시작했다. 입찰은 2014년 9월 10일에 마감하기로 예정해 놓았다.

### 사우스쇼어

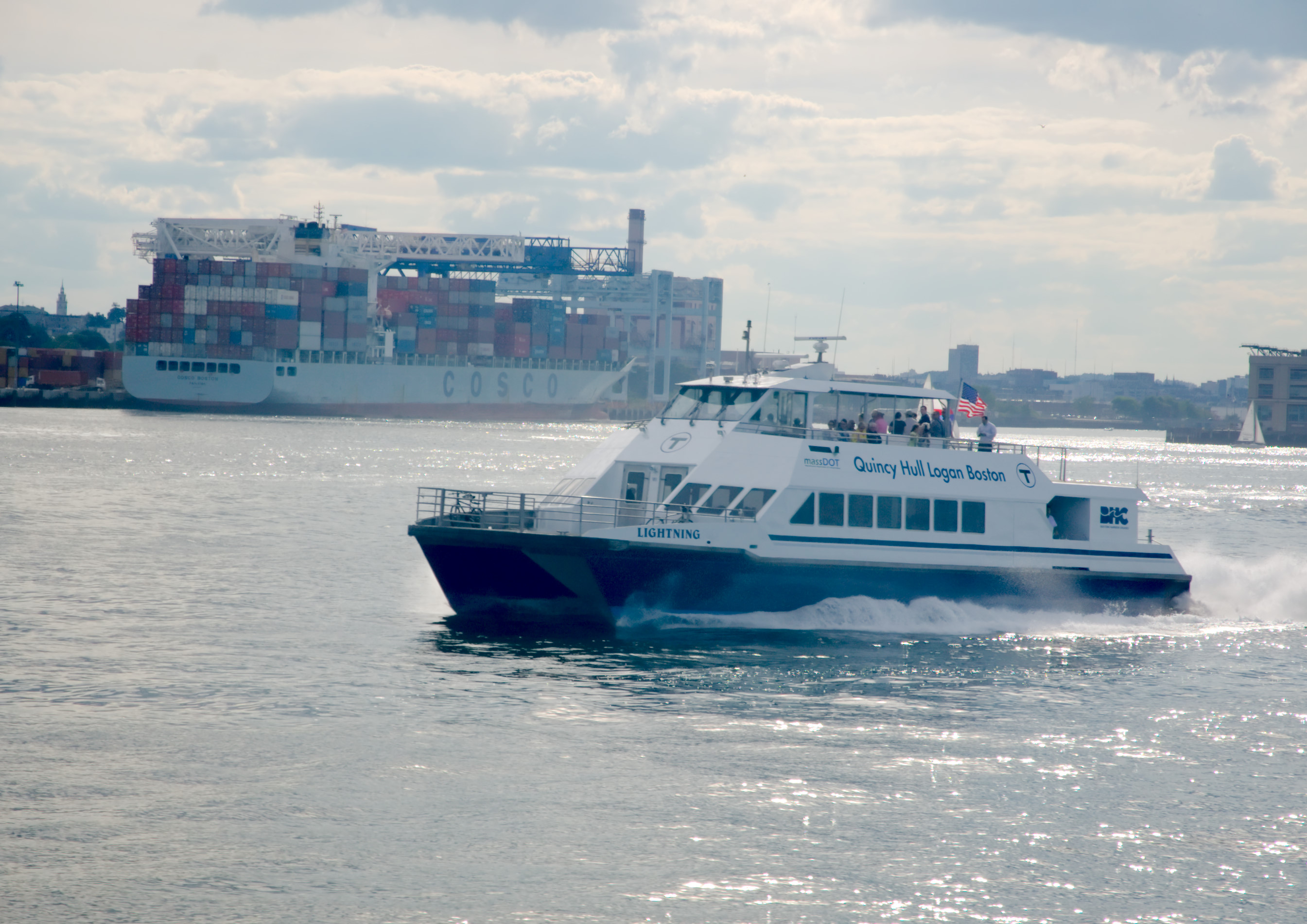
The MBTA-owned Lightning on F2H service in August 2013

- F1 Boston (Rowes Wharf) - 힝햄 서비스는 1년 내내 평일에만 운영된다. 단일 승차 요금은 $9.25이다. Zone 5 이상의 MBTA 커뮤터 레일 패스가 인정된다. 힝햄으로 가는 페리 서비스는 1975년에 시작되었다. 이 서비스는 매사추세츠 항만 공사(Massachusetts Port Authority)의 국장이었던 에드 킹(Ed King)이 실시했다.[11] 2017년 1월에 힝햄 인터모델 센터(The Hingham Intermodal Center)가 문을 열었다. 대형 대기실과 발권 시설을 제공한다.[12]
- F2 Boston (Long Wharf) - 로건 공항 서비스를 통한 힝햄과 헐 운행은 평일에는 연중 무휴, 여름에는 주말에 운행한다. 주말 여름 서비스는, 1998년과 1999년에 마지막으로 운행되었다가, 2014년 5월 24일에 도입하였다.[13] 모든 운행이 로건 또는 힝햄에서 정차하는 것은 아니며; 일부는 그레이프 섬(Grape Island)과 조지스 섬(Georges Island)에서도 정차한다. 요금은 힝햄 또는 헐에서 보스턴까지 $ 9.25이다.(Zone 5 또는 그 이상의 정기권 이용이 가능하다.) 더 높은 운임은 로건 국제공항에서 모든 종착지까지의 이용시에 지불된다.

이전에 F2 서비스는 퀸시의 포어 리버 조선소(Fore River Shipyard)에서 직접 운행하였으며, 헐까지 F2H로 지정된 운행 서비스를 제공했다. 퀸시 서비스는 2013년 10월 14일에 일시적으로 중단되었으며 퀸시 워프(Quincy wharf)에서 해상 벽과 함께 기존의 구조적 문제에 수도관 파손이 추가되면서 보트가 힝햄으로 방향을 돌려서 운행하였다. 2014년 1월, MBTA는 수리 부가 서비스에 대해 5년간 1,500만 달러 또는 50년간 5천만 달러의 비용이 청구 된 후 영구 폐쇄(와 함께 향상된 힝햄 서비스)를 실시했다. 이 피해로 인해 USS Salem 박물관이 폐쇄되었다. 2014년 7월 인근 조선소는 MBTA에서 퀸시(Quincy) 사이트를 구매했다. Salem은 2015년에 이스트보스턴으로 옮겨야했다. 그러나 2016년 2월에는 퀸시에 자리잡고 다시 개장 할 것이라고 결정하였다.

### 노스쇼어

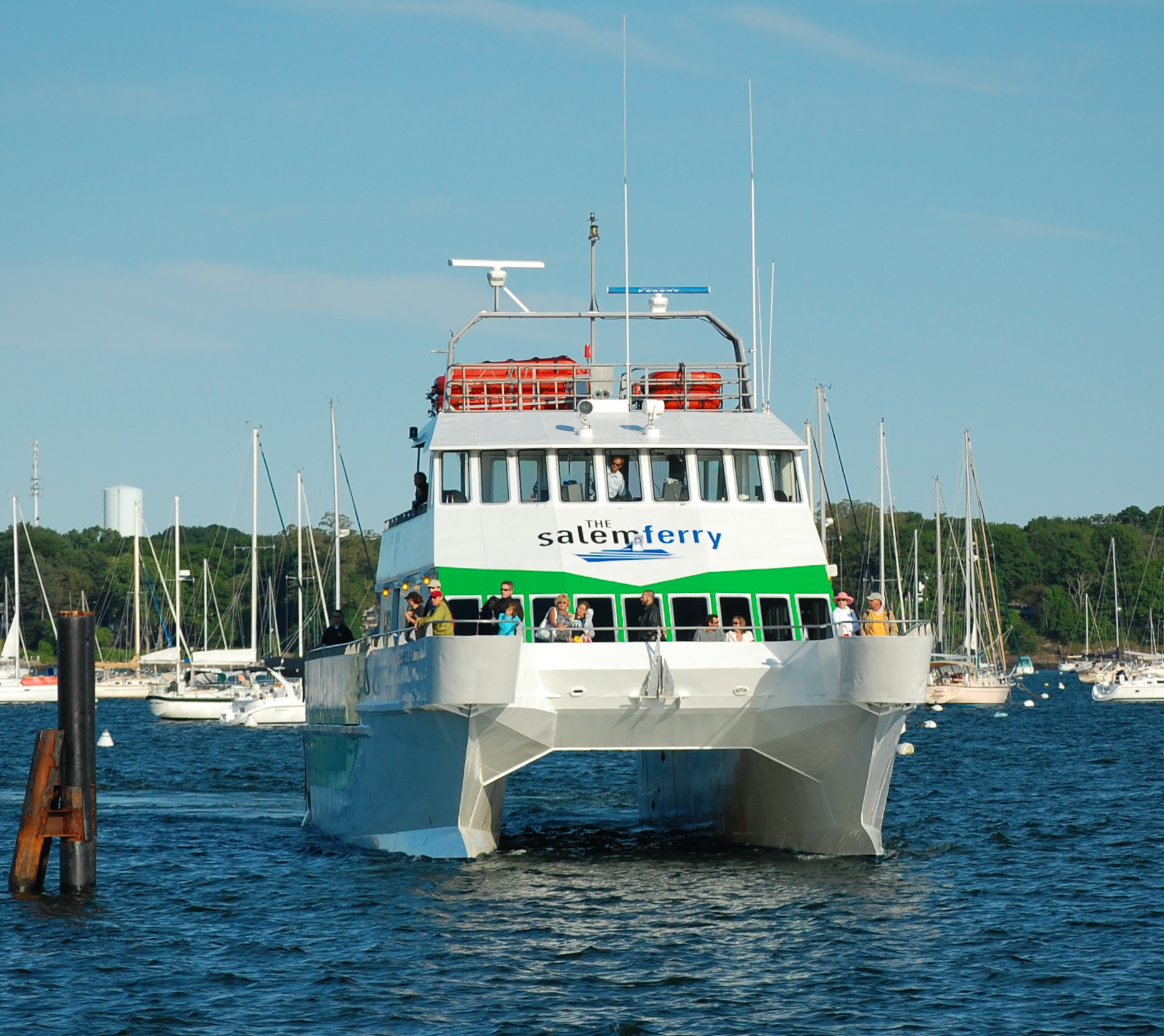
The Salem Fast Ferry in June 2009

보스턴 하버 크루즈(Boston Harbor Cruises)가 운항하는 노스쇼어(North Shore)간의 여름 전용 경로는 MBTA가 자금을 지원하지 않지만 MBTA 노선도에 포함되어 있다.:
- Salem Fast Ferry - 샐럼 페리 터미널(Salem Ferry Terminal)에서 롱 워프(Long Wharf)까지 운행한다. 서비스는 2006년 6월 22일에 시작되었으며, 현재 평일과 주말에 5회 왕복으로 운행된다. 이 서비스는 샐럼 시에서 지원한다.[18][19] 운임은 통근자에게는 $8, 그 외 승객들에게는 $17이다. MBTA 정기권은 받지 않는다.

두번째 경로인 Lynn Ferry는 과거 린 페리 터미널(Lynn Ferry Terminal)에서 센트럴 워프(Central Wharf)까지 운영되었다. 이 서비스는 2014년 5월 19일에 3일 평일 왕복과 함께 주에서 자금을 조달한 2년간의 시범 프로그램으로 시작되었다. 요금은 $ 3.50; Zone 2 또는 그 이상의 MBTA 커뮤터 레일 패스로 운임 지불이 가능하였다. 주 정부가 터미널에서 850만 달러를 소비하고, 연방 기금으로 450만 달러를 더 큰 페리로 확보 했음에도 불구하고, 운영 자금으로 70 만 달러가 부족하여 2016년 여름부터 서비스가 시행되지 않고 있다.

## 운영
MBTA가 자금을 지원하는 모든 서비스는 보스턴 하버 크루즈가 MBTA와 계약하여 운영한다. MBTA는 이 경로에서 사용되는 두 대의 보트를 소유하고 있다. 샐럼 루트는 보스턴 하버 크루즈(Boston Harbour Cruises)에서도 운영되지만 해당 마을과 계약을 맺었다.

## 재정 및 삭감 조치
MBTA 보트 서비스는 요금상자 회복비(farebox recovery ratio)을 2012년 보고서에서 MBTA 서비스 유형 중 가장 높은 55%로 받았다. 그러나 이 서비스는 MBTA에 연간 5백만 달러의 손실로 운영되며 승객의 비율이 상대적으로 적기 때문에 서비스가 중단되거나 수정 될 수 있다. 2012년, 상당한 예산 편차에 직면한 MBTA는 실질적인 서비스 삭감과 운임 인상을 제안했다. 모든 페리 노선이 삭감 될 예정이었고, 이로 인해 해당 기관에 370만 달러가 절감되었다. 페리를 포함한 일부 서비스 삭감을 피하기 위해 임시 조치가 취해졌다. 그러나 주말 퀸시(Quincy) 서비스는 폐지되었고 요금은 35% 인상되어 보조금을 없앴다. 주 의원은 또한 Massport가 MBTA에서 페리를 인수 할 것을 제안했다.